# 亲罗马尼亚
亲罗马尼亚是罗马尼亚的一个政党。该党成立于2018年2月20日，分裂自社会民主党和自由派和民主人士联盟。该党的政治立场是中间至中间偏左。该党的意识形态是社会自由主义、亲欧洲主义。该党的主席是维克托·蓬塔，秘书长是Alin Văcaru，发言人是Gabriela Podașcă。该党是欧洲民主党和社会主义者和民主人士进步联盟的成员。